# Kloster Friedenweiler

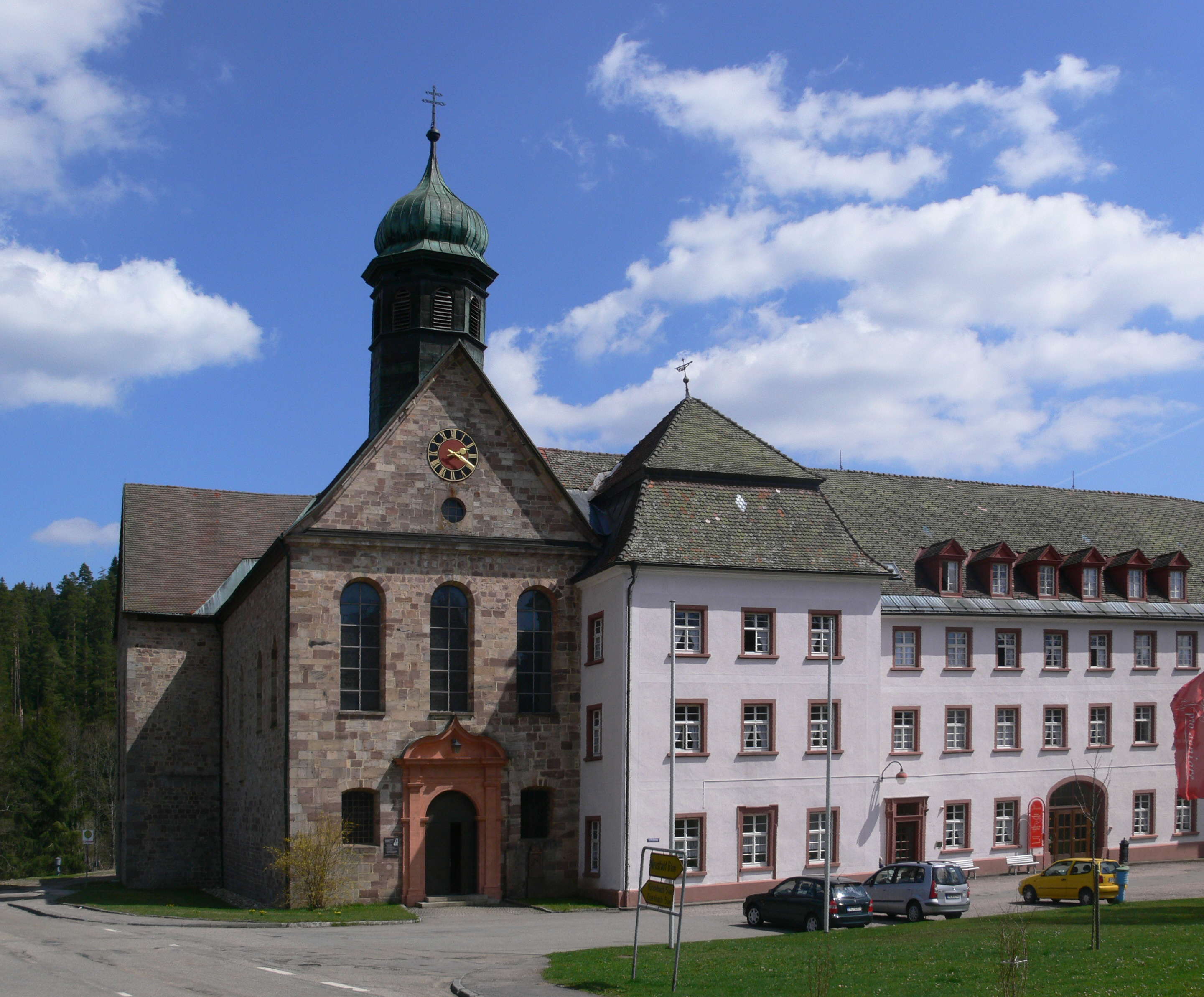
Klosterkirche Friedenweiler

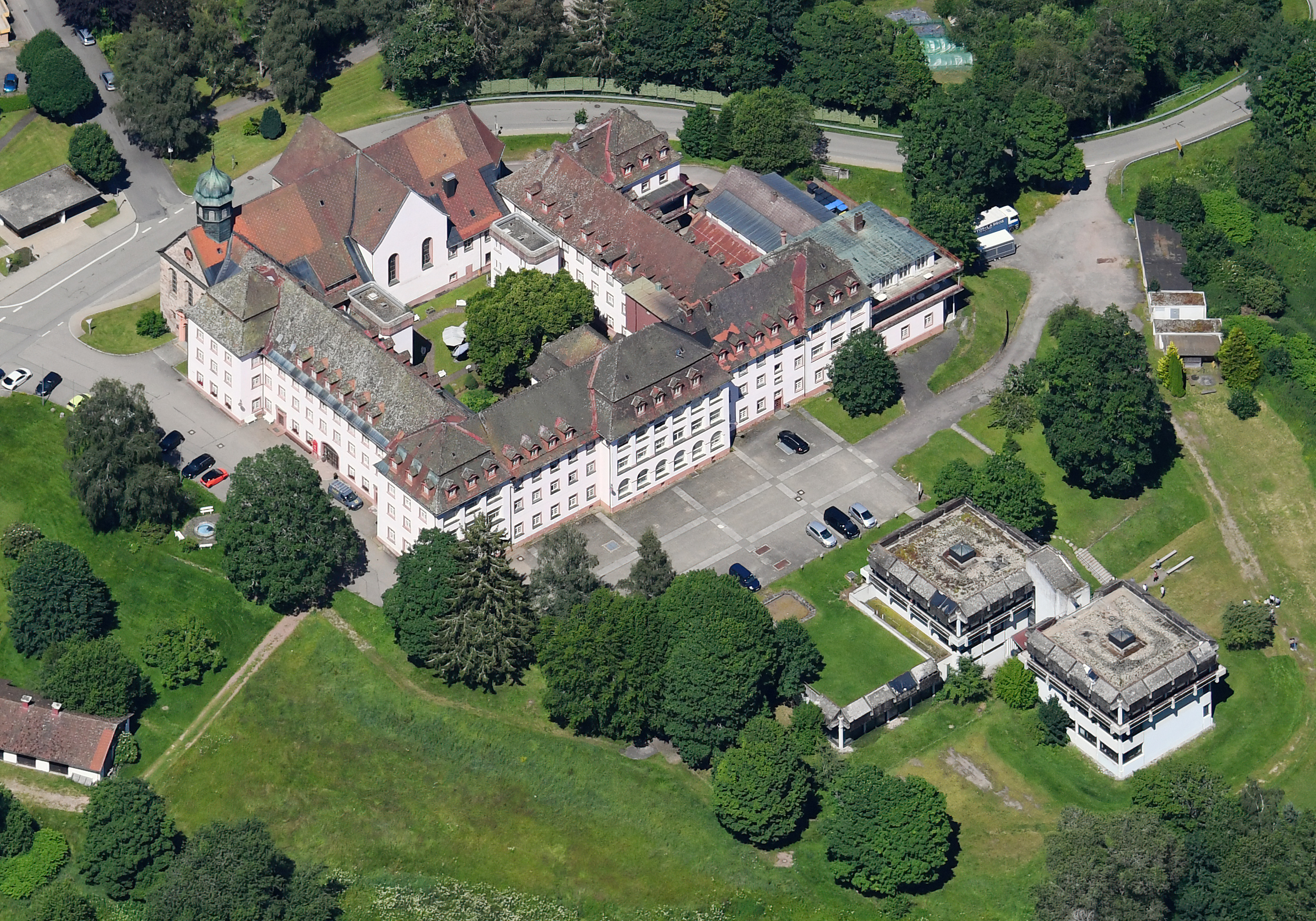
Kloster Friedenweiler von Südwesten aus der Luft gesehen

Das Nonnenkloster in Friedenweiler auf der Baar, gegründet (nach) 1123, aufgelöst 1802/08, war bis zum 16. Jahrhundert ein Priorat der Benediktinerabtei St. Georgen im Schwarzwald, ab der Mitte des 16. Jahrhunderts gehörte es dem Zisterzienserorden an.

## Geschichte
Am Beginn der Geschichte des Frauenklosters Friedenweiler auf der Baar steht eine Zusammenkunft von geistlichen und weltlichen Großen. Gemeint ist der magnus conventus bei der Erhebung der Gebeine des heiligen Bischofs Konrad (I., 935–975) in Konstanz (26. November 1123). Hier trafen Herzöge und Grafen, Äbte und Bischöfe aufeinander. Und so war der festlich-politische Rahmen gegeben für einen Gütertausch zwischen den Klöstern St. Georgen und Reichenau. St. Georgen unter seinem Abt Werner I. (1119–1134) erhielt im Rahmen dieses Tausches, den im Übrigen viele Große bezeugten, den Ort Friedenweiler.
Nach 1123, also nach dem Gütertausch, und noch vor 14. April 1139, dem Ausstellungsdatum der Papsturkunde Innozenz’ II. (1130–1143) für St. Georgen, muss in Friedenweiler ein Frauenkloster errichtet worden sein. Denn in dem Papstprivileg wird im Zuge der Besitzbestätigungen für St. Georgen die Klosterzelle Friedenweiler erwähnt. Offensichtlich muss es sich bei der Zelle um ein St. Georgen unterstelltes Kloster gehandelt haben, und wirklich wird in der Folgezeit, d. h. hauptsächlich und zuerst im 13. und 14. Jahrhundert, eine dem St. Georgener Abt unterstellte Gemeinschaft von Benediktinerinnen unter der Leitung einer magistra („Meisterin“) sichtbar. Priorat und geistlicher Schirm lagen also beim Schwarzwaldkloster und dessen Abt. Daran änderte auch nichts der Wechsel in der Friedenweiler Vogtei, die bis 1218 die Zähringer innehatten, spätestens seit 1270 die Grafen von Fürstenberg.
Eng verbunden war das Priorat Friedenweiler  mit den mittelalterlichen Rodungsvorgängen im südöstlichen Schwarzwald.
1570 zogen auf Wunsch des Grafen Heinrich VII. von Fürstenberg Zisterzienserinnen des Klosters Lichtenthal in das leerstehende Kloster. 1578 waren die Ansprüche der St. Georgener Mönchsgemeinschaft an der Kommunität auf der Baar erloschen. Es entstanden Verbindungen zum Kloster Tennenbach. 1591 wurde mit Amalia Rennerin eine Nonne des Klosters zur Äbtissin des Klosters Maria Hof in Neudingen bestellt, das ebenso wie Friedenweiler durch Nonnen des Klosters Lichtenthal neu belebt worden war.
1802 wurde Friedenweiler säkularisiert und kam an die Fürstenberger, die es als Schloss Friedenweiler nutzten. Von 1922 bis 1983 war hier die Kinderheilstätte Schloss Friedenweiler. Seit 1989 wird es als Alten- und Pflegeheim genutzt. 

## Kirche

### Allgemein
Die im 16. Jahrhundert erbaute und nach dem Großbrand am 27. März 1725 von Peter Thumb im Innern im Stil des Barock neu gestaltete Klosterkirche St. Johannes Baptist ist heute Pfarrkirche. Sie gehört zur Seelsorgeeinheit Friedenweiler-Eisenbach im Dekanat Neustadt der Erzdiözese Freiburg. Beachtenswert der Hochaltar, ein Geschenk der bis 1810 bestehenden Abtei St. Georgen in Villingen, mit dem Mittelbild der Mariä Himmelfahrt von Georg Samuel Schilling.

### Glocken
In einem achteckigen, hölzernen Turmaufsatz, der mittig auf dem First über dem Eingangsgiebel der Kirche steht, hängen in einem Stahlglockenstuhl drei Kirchenglocken aus Bronze:
| Glocke | Schlagton | Durchmesser | Gießer, Gussort                            | Gussjahr |
| ------ | --------- | ----------- | ------------------------------------------ | -------- |
| 1      | g′+4      | 950 mm      | Leonhard Rosenlecher (III), Konstanz       | 1759     |
| 2      | b′+4      | 820 mm      | Meinradt u. Pelagius Grieninger, Villingen | 1726     |
| 3      | des″+8    |             | Friedrich Wilhelm Schilling, Heidelberg    | 1950     |

### Orgel
Die Orgel auf der Empore im hinteren Teil der Kirche wurde von Wilhelm Schwarz aus Überlingen im Jahr 1892 erbaut. 2010 wurde das Instrument von der Freiburger Orgelbau Hartwig und Tilmann Späth restauriert; die im Laufe der Jahre vorgenommenen Veränderungen wurden beseitigt und der ursprüngliche Zustand weitgehend wieder hergestellt. Die Orgel verfügt über 20 Register, die auf zwei Manuale und Pedal verteilt sind.